# Protochromys fellowsi
Protochromys fellowsi és una espècie de mamífer rosegador de la família dels múrids. És endèmic de Papua Nova Guinea, on viu a altituds d'entre 1.800 i 2.600 msnm a Kenya, Malawi, Moçambic, Tanzània i Zàmbia. El seu hàbitat natural són els boscos molsosos situats a grans altituds. És una espècie en risc mínim, és a dir, no sembla que hi hagi cap amenaça significativa per a la seva supervivència. Es desconeix la identitat de la persona en honor de la qual fou anomenada l'espècie.